# Anna Cardús Flaqué
Anna Cardús Flaqué (Barcelona, 19 de juliol de 1970) és una exàrbitre de bàsquet espanyola de la Lliga ACB de bàsquet. Pertany al Comitè d'Àrbitres de Catalunya. Va ser la segona dona àrbitre de la Lliga ACB, després de Pilar Landeira Guerrero.
Va començar a arbitrar a l'Escola Catalana d'Àrbitres de Bàsquet el 1986. Va arribar a la Lliga ACB en 2002, i des de l'any 2003 va dirigir partits internacionals a l'Eurolliga femenina o la Copa ULEB. Va participar en Campionats Mundials sub-19 i sub-20 femenins.
Al final de la temporada 2016-17, va decidir no renovar el contracte amb l'ACB, posant fi a la seva carrera en l'elit del bàsquet. És la dona que ha dirigit més temporades a l'elit, amb un total de 15.

## Temporades
| Categoria       | País    | Any         |
| --------------- | ------- | ----------- |
| Categoria base  | Espanya | 1986 - 1993 |
| Primera divisió | Espanya | 1993 - 1995 |
| Segona divisió  | Espanya | 1995 - 1998 |
| Lliga EBA       | Espanya | 1998 - 2000 |
| Lliga LEB       | Espanya | 2000 - 2002 |
| Lliga ACB       | Espanya | 2002 - 2017 |